# NGC 3488
NGC 3488 (другие обозначения — UGC 6096, MCG 10-16-45, ZWG 291.22, IRAS10583+5756, PGC 33242) — спиральная галактика с перемычкой (SBc) в созвездии Большой Медведицы. Открыта Уильямом Гершелем в 1793 году.
Наблюдения при помощи телескопа «Спитцер» и результаты обзора SDSS показали, что в галактике наблюдается необычно большое различие, 25°, между позиционными углами бара и распределения пыли в NGC 3488. По всей видимости, бар и текущее распределение пыли сформировались независимо друг от друга, а большой угол между ними вызван недавним приливным взаимодействием с галактикой-компаньоном.
Этот объект входит в число перечисленных в оригинальной редакции «Нового общего каталога».